# Radical 50
El radical 50, representado por el carácter Han 巾, es uno de los 214 radicales del diccionario de Kangxi. En mandarín estándar es llamado　巾部　(jīn bù), en japonés es llamado 巾部, きんぶ　(kinbu), y en coreano 건 (geon). En los textos occidentales es llamado «radical “turbante”o “bufanda”».
El radical 50 aparece en muchas ocasiones en la parte izquierda de los caracteres que clasifica (por ejemplo en 幬). En otras ocasiones aparece en la parte inferior (por ejemplo en 帘). Este radical clasifica caracteres cuyo significado, en muchos casos, está relacionado con objetos hechos de tela, o con conceptos relacionados con los tejidos. Por ejemplo: 帆, vela　(de un barco); 幕, cortina; 帨, pañuelo; etc.

## Nombres populares
- Mandarín estándar: 巾字旁, jīn zì páng, «“toalla” a un lado»; 巾字底, jīn zì dǐ, «“toalla” en la parte inferior».
- Coreano: 수건건부, sugeon geon bu «radical geon-toalla».
- Japonés:　巾（はば）, haba, «anchura» (porque el carácter 巾 se utiliza en ocasiones como abreviación de 幅, que significa anchura), 巾偏（はばへん）, habahen «“ancho”, en el lado izquierdo del radical».[1]
- En occidente: radical «turbante», radical «bufanda».

## Galería
| Estilos antiguos                                 | Estilos antiguos                  | Estilos antiguos                        | Estilos antiguos                   | Estilos antiguos                   | Estilos empleados actualmente       | Estilos empleados actualmente  | Estilos empleados actualmente    | Estilos empleados actualmente   | Estilos empleados actualmente  |
|                                                  |                                   |                                         |                                    |                                    |                                     | 巾                             | 巾                               |                                 |                                |
| 甲骨文 jiǎgǔwén (escritura de huesos oraculares) | 金文 jīnwén (escritura de bronce) | 简帛 jiǎnbó (escritura de bambú y seda) | 篆文 zhuànwén (escritura de sello) | 篆文 zhuànwén (escritura de sello) | 隸書 lìshū (estilo de los escribas) | 楷書 kǎishū (estilo regular)   | 楷書 kǎishū (estilo regular)     | 行書 xǐngshū (estilo corriente) | 草書 cǎoshū (estilo de hierba) |
| 甲骨文 jiǎgǔwén (escritura de huesos oraculares) | 金文 jīnwén (escritura de bronce) | 简帛 jiǎnbó (escritura de bambú y seda) | 大篆 dàzhuàn (sello grande)        | 小篆 xiǎozhuàn (sello pequeño)     | 隸書 lìshū (estilo de los escribas) | 繁體／繁体 fántǐ (tradicional) | 简体／簡體 jiǎntǐ (simplificado) | 行書 xǐngshū (estilo corriente) | 草書 cǎoshū (estilo de hierba) |

## Caracteres con el radical 50
| trazos | carácter                            |
| ------ | ----------------------------------- |
| + 0    | 巾                                  |
| + 1l   | 巿 帀 币                            |
| + 2    | 市 布 帄 帅                         |
| + 3    | 帆 帇 师                            |
| + 4    | 帉 帊 帋 希 帍 帎 帏 帐             |
| + 5    | 帑 帒 帓 帔 帕 帖 帗 帘 帙 帚 帛 帜 |
| + 6    | 帝 帞 帟 帠 帡 帢 帣 帤 帥 带 帧    |
| + 7    | 帨 帩 帪 師 帬 席 帮 帯 帰 帱       |
| + 8    | 帲 帳 帴 帵 帶 帷 常 帹 帺 帻 帼    |
| + 9    | 帽 帾 帿 幀 幁 幂 幃 幄 幅 幆 幇 幉 |
| + 10   | 幊 幋 幌 幍 幎 幏 幐                |
| + 11   | 幈 幑 幒 幓 幔 幕 幖 幗 幘 幙 幚 幛 |
| + 12   | 幜 幝 幞 幟 幠 幡 幢 幣 幤 幥       |
| + 13   | 幦 幧 幨 幩                         |
| + 14   | 幪 幫 幬                            |
| + 15   | 幭 幮 幯                            |
| + 16   | 幰                                  |
| + 17   | 幱                                  |